# Naturschutzgebiet Roque-Haute
Das Naturschutzgebiet Roque-Haute befindet sich in der südfranzösischen Region Okzitanien. Es wurde im Jahr 1975 auf dem Gelände eines erloschenen Vulkans eingerichtet. Auf 154,64 Hektar sind über 200 kleine Seen unter Schutz gestellt, die nach Schließung des Basaltsteinbruchs entstanden waren.

## Lage
Das nationale Naturschutzgebiet Roque-Haute, Französisch Réserve naturelle nationale de Roque-Haute, trägt unter den französischen Naturschutzgebieten (franz. Réserves naturelles nationales) die Kennnummer RNN25 und ist somit das 25. Naturschutzgebiet in Frankreich. Es liegt 13 Kilometer ostsüdöstlich von Béziers im Département Hérault nur 3 Kilometer nördlich des Golfe du Lion und gehört zum Gebiet der Gemeinden Portiragnes und Vias. Roque-Haute ist ein kleines Basaltplateau, das von einem auf 41 Meter kulminierenden Aschenkegel eines ehemaligen Vulkans überragt wird.
Das Naturschutzgebiet sollte nicht mit Roques Hautes, einer Fossillagerstätte von Dinosauriereiern im Département Bouches-du-Rhône, verwechselt werden.

## Geschichte

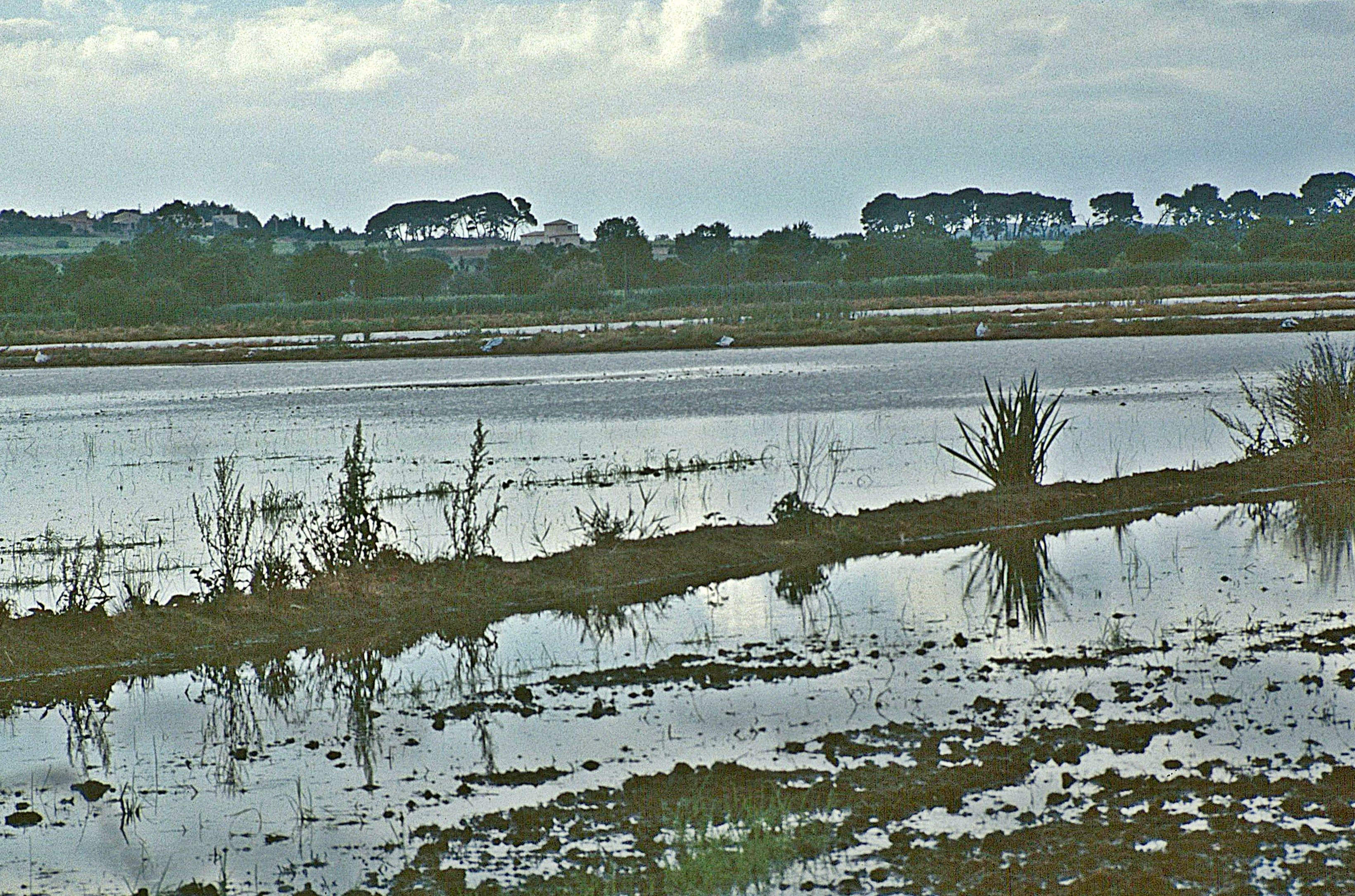
Die Feuchtstandorte des Naturschutzgebietes Roque-Haute

Die Idee eines Naturschutzgebietes am Roque-Haute entstand in den sechziger Jahren als Antwort auf die fortschreitende Verstädterung und Erbauung von Freizeitzentren. Wissenschaftler, die bereits seit 1876 das Gelände aufgesucht hatten, übten Druck auf die Öffentlichkeit aus, so dass am 24. März 1964 der Vulkan von Roque-Haute schließlich zur biologischen Schutzzone (franz. Zone Biologique Protégée) erklärt wurde. Durch einen Erlass vom 9. Dezember 1975 wurde dann der offizielle Status eines Naturschutzgebiets (franz. Réserve naturelle) eingerichtet, der mit einem weiteren Erlass vom 23. Juli 1998 ausgedehnt wurde.
Der Zugang zum Naturschutzgebiet ist reglementiert und der Öffentlichkeit verwehrt.

## Geologie
Der auf dem Gemeindegebiet von Portiragnes und Vias gelegene Vulkan von Roque-Haute ist innerhalb der Nord-Südanordnung der Emissionszentren von Millau bis Cap d’Agde (und darüber hinaus mehrere Zehner Kilometer ins Mittelmeer) eines der südlichsten Vorkommen. Das Alter der Vulkane nimmt generell nach Süden ab. Der strombolianische und daher explosive Vulkan von Roque-Haute ist mit einem Alter von 640.000 bzw. 560.000 Jahren der jüngste Vulkan im Languedoc. Seine geringe Höhe deutet auf eine nur kurze Fördertätigkeit bzw. auf eine geringe Magmenkapazität. Umstritten ist nach wie vor, ob er einen Ausläufer des unter dem Zentralmassiv gelegenen aktiven Manteldiapirs (Hot Spot) darstellt oder ob er passiv durch Krustendehnung im Zusammenhang mit dem Westeuropäischen Riftsystem im Bas-Languedoc entstanden ist.

## Ökologie

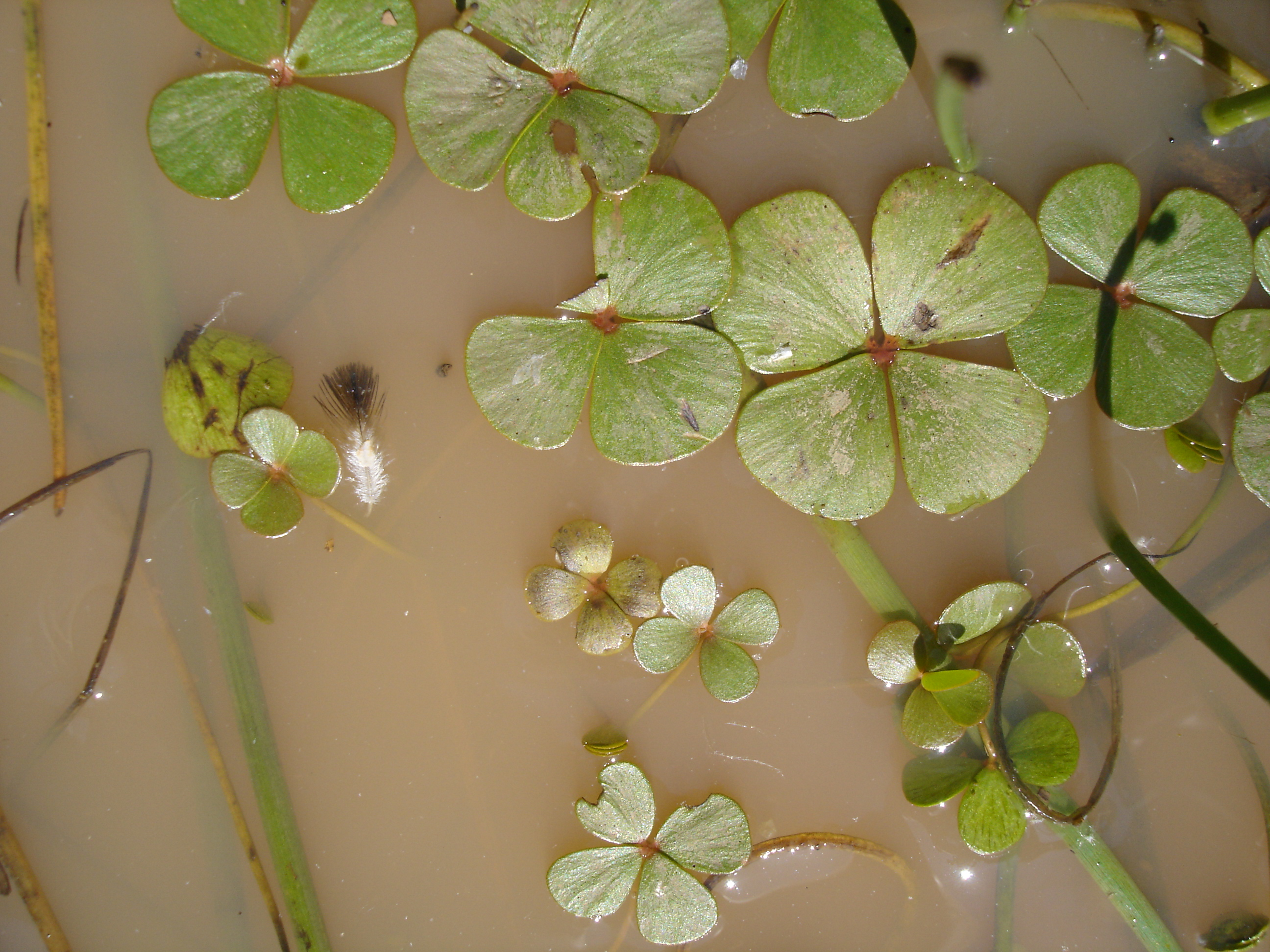
Der Kleefarn Marsilea strigosa

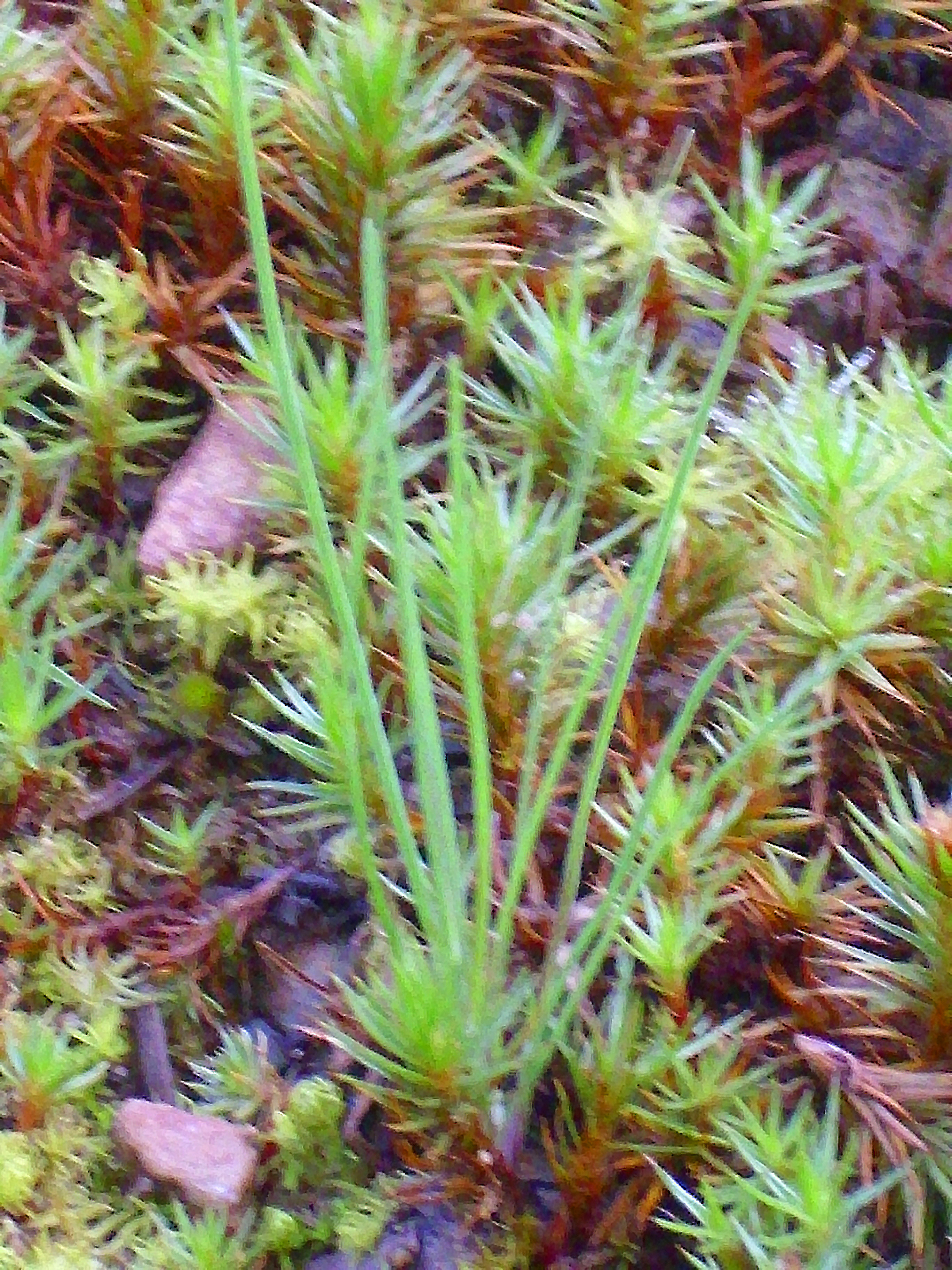
Das Brachsenkraut Isoetes setacea

Das Basaltplateau wird von 215 nicht perennischen Weihern bedeckt, die eine bemerkenswerte Vegetation aufweisen. Die Ursprünge der Weiher und Tümpel – Basaltabbau zu Bauzwecken und zur Werkzeugherstellung – gehen bis in die Vorgeschichte und ins Mittelalter zurück. Ihre Größe ist sehr variabel und kann zwischen 1 und 2500 Quadratmeter schwanken. Im Sommer fallen sie meist trocken.
Neben den Feuchtstandorten hat sich auch mediterrane Macchie etabliert.

### Flora
Insgesamt werden fast 600 Pflanzenarten registriert (darunter allein 103 Laubmoosarten), von denen 8 % auf nationalem oder europäischem Niveau geschützt sind. Einzigartig unter den bedrohten und unter Schutz stehenden Arten Frankreichs sind der recht seltene Kleefarn Marsilea strigosa und das Brachsenkraut Isoetes setaceea – beides Angehörige des Ökotops ephemere Seen. Erwähnenswert sind ferner das Brachsenkraut Isoetes boryana, die Natternzunge Ophioglossum azoricum und der Pillenfarn Pilularia minuta. Weitere Beispiele für Nassgebiete sind die Hirsch-Minze Mentha cervina, der Blutweiderich Lythrum tribracteatum und der Hahnenfuß Ranunculus ophioglossifolius. Trockenere Standorte bevorzugen die Pfeifenblume Aristolochia clusii, der Scheinkrokus Romulea ramiflora und die Sommerwurz Orobanche arenaria.

### Fauna

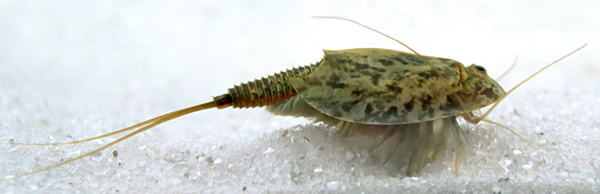
Der Kiemenfußkrebs Triops cancriformis

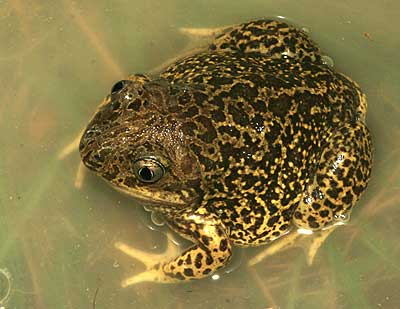
Der Messerfuß Pelobates cultripes

Die angetroffene Fauna hängt im Wesentlichen von diesen Feuchtstandorten ab. Das Naturschutzgebiet umfasst ungefähr 60 Wirbeltierarten (Amphibien, Reptilien, Vögel und Säugetiere) sowie mehr als 300 Arten von aquatischen Invertebraten. Leider stehen nur wenige der Invertebraten unter Artenschutz. Erwähnenswert unter den Invertebraten ist das lebende Fossil Triops cancriformis. Bei den Amphibien sind unter vielen anderen anzuführen der Messerfuß Pelobates cultripes, der Westliche Schlammtaucher Pelodytes punctatus, der Marmormolch  Triturus marmoratus und die Kreuzkröte Epidalea calamita. Bei den Reptilien finden sich die Perleidechse Timon lepidus, die Vipernatter Natrix maura, die Europäische Eidechsennatter Malpoleon monspessulanus und die Spanische Mauereidechse Podarcis hispanica. Unter den Vögeln erscheinen die Blauracke Coracias garrulus, der Bienenfresser Merops apiaster und der Wiedehopf Upupa epops. Als Säugetiere sind neben anderen zu erwähnen die Hausspitzmaus Crocidura russula, die Etruskerspitzmaus Suncus etruscus und Ginsterkatzen (Genetta).

## Archäologische Funde
Die Funde eines 650.000 Jahre alten Choppers und eines 400.000 Jahre alten Chopping Tools aus dem Altpaläolithikum unterstreichen die Bedeutung von Roque-Haute als sehr alten menschlichen Siedlungsplatz. Aus der Zeit des Cro-Magnon-Menschen vor 35.000 Jahren stammen neben Kratzern und Schabern auch Pfeilspitzen, Schlagsteine und Keramikscherben. Die Menschen sedentarisierten auf dem Basaltplateau gegen 8.000 Jahre vor heute, wohl wegen des fruchtbaren vulkanischen Bodens aber auch wegen seiner strategischen Lage. Bei Mourgettes befinden sich aus dieser Zeit stammende Gebäudereste mit Steineinfriedungen für die Schafzucht. Gefunden wurden Mahlsteine aus Basalt, polierte Steinäxte aus Basalt und auch Keramik der Véraza-Kultur. Gegen 750 v. Chr. tauchen Keramikreste der eisenzeitlichen Urnenfelderkultur auf, die ihre Toten verbrannten und in Urnen bestatteten. Auf die Zeit um 600 v. Chr. geht ein Keramikfund zurück, der griechischen Einfluss erkennen lässt. Ob es sich hierbei um Tauschware handelt, oder ob in Roque-Haute tatsächlich ein griechischer Siedlungsplatz bestand, kann noch nicht entschieden werden. Gegen 121 v. Chr. erscheinen römische Keramikfunde und die Überreste einer Villa auf dem Basaltplateau. Die Römer hatten zu dieser Zeit das südliche Gallien unterworfen und die Provinz Gallia Narbonensis eingerichtet. Überall entlang der Küste zeugen Straßen- (Via Domitia), Brücken (Römerbrücke bei Saint-Thibéry) und Gebäudereste von ihrer Anwesenheit.